# Ягодное (Самарская область)
Я́годное — село в Ставропольском районе Самарской области.

## География
Находится на левом берегу Куйбышевского водохранилища, в 15 км к северо-западу от Тольятти.

## История

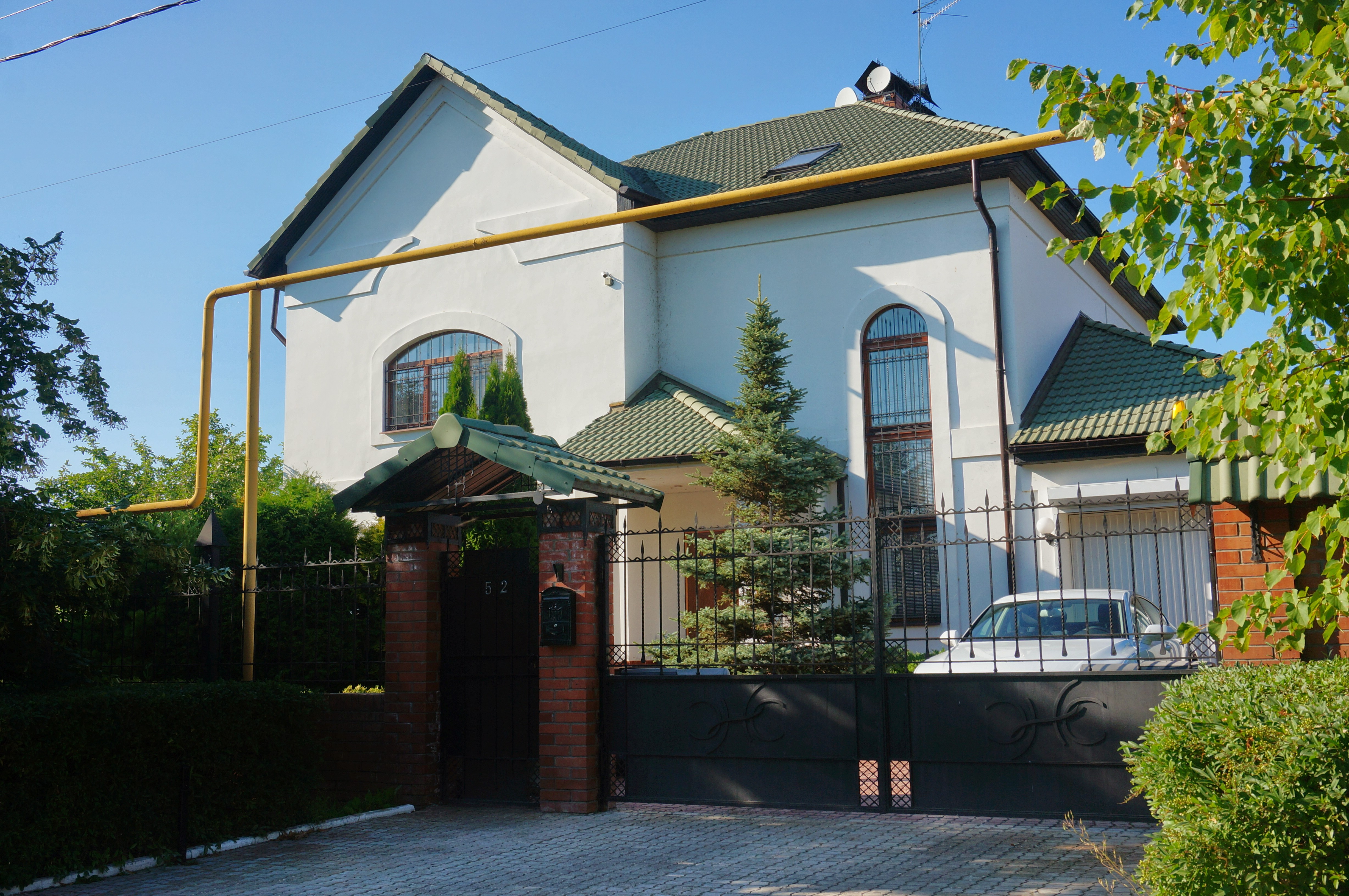

Основано в 1741 году как русско-калмыцкое поселение в числе 11 слобод построенных для жительства крещёных калмыков. По нему был назван Ягодинский улус Ставропольского калмыцкого войска, существовавший до 1840 года, до выселения калмыков из региона.
В 1744 году был построен храм в честь Казанской иконы Богоматери, которую строили русские крестьяне-поселенцы, относящиеся к государственным крестьянам, бывшие крестьяне Савво-Сторожевого монастыря. Монастырю принадлежали земли в окрестностях Ягодного. В 1774 году была построена Воскресенская церковь. В 1855 году она была ограблена неизвестными, пропали богослужебные сосуды, чаши, дискос, звездница, ложица, блюдо, выполненные из позолоченного серебра. В 1870 году церковь была заново отстроена уже в камне, а в 1883 году рядом была построена каменная часовня.
В 1770—1771 годах указом Екатерины II графам Орловым были пожалованы имения на волжских берегах, в том числе и Воскресенская слобода. Так появился Ягодинский хутор Орловых, впоследствии Орловых-Давыдовых.
В 1780 году, при создании Симбирского наместничества, Слобода Воскресенское Ягодное тож, при озере Белозерье, ясашных крестьян, вошла в состав Ставропольского уезда.
С 1796 года — в Симбирской губернии.
С 1797 года население Ягодного вошло в удельное ведомство во владение императорского дома. Крестьяне Ягодного арендовали землю в имении, а также отрабатывали оброк на полевых, лесных и ирригационных работах. В 1830 году подушный оброк был заменён на поземельный сбор, составлявший 40 % валового дохода с земельного надела. В 1858—1859 годах была отменена личная зависимость крестьян. С 1863 года земли, находившиеся в пользовании крестьянами, были предоставлены им в собственность, при условии обязательного выкупа, который должен был оплачиваться 49 лет. В 1868 году крестьянам Ягодного была выдала уставная грамота.
К началу XX века Ягодное было большим селом с 3418 жителями, вело широкую хлебную торговлю. Жители Ягодного Степан Дудкин и Максим Бельцов за достижения в сельском хозяйстве были награждены на Самарской сельскохозяйственной выставке 1905 года. Имелась школа, уже изрядно обветшавшая к 1908 году. В ней обучались 80 учащихся, преподавались история Отечества, естественная география, геометрия, закон Божий, рукоделие. Также имелась приходская школа с 115 учениками.
В 1915 году население села составляло 5308 человек. Из них грамотными было 780 человек, а учащимися — 300.
В январе 1918 года в селе была установлена советская власть.

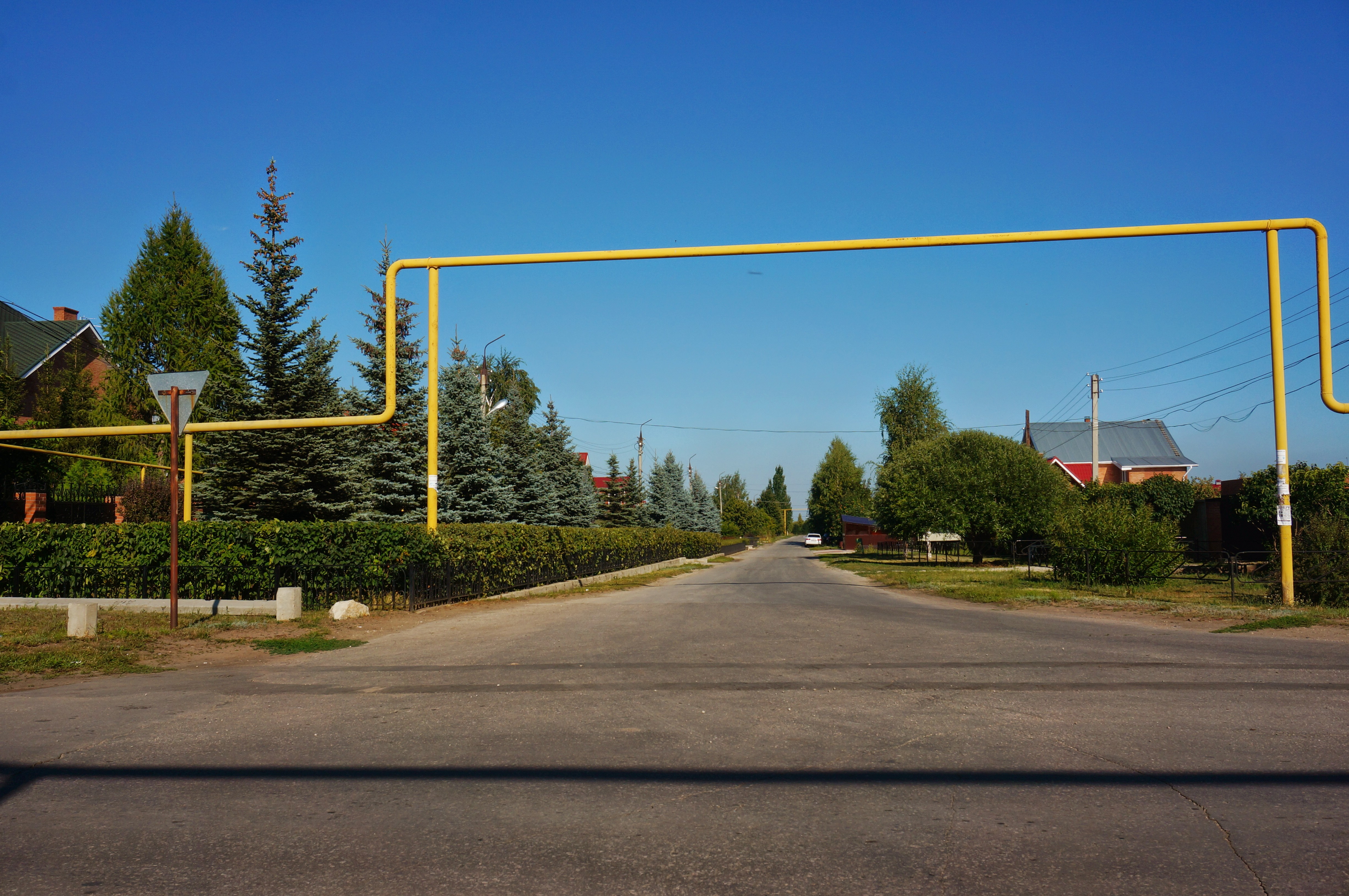

В 1919 году в селе открылся детский дом. Село как и все окрестные сильно пострадало от голода, разразившегося в Поволжье в 1921 году — в селе было 8115 человек голодающих. Из церквей под предлогом сбора средств на закупку хлеба были изъяты ценности. Волостной комитет помощи голодающим принял решение изыскать излишки хлеба у жителей села. Уездные власти выделили для голодающих Ягодинской волости всего 10 пудов муки. Ещё в самом начале голода, в сентябре 1921 года от истощения скончалось 57 человек, из них 18 детей. Американская администрация помощи открыла в селе шесть питательных пунктов на 1855 человек, на одного голодающего в день выделялось 96 г хлеба, 24 г крупы, 96 г масла, 124 г сахара, 132 г картофеля.
В годы НЭП в Ягодном появились единое потребительское общество «Единство», многолавочное общество, кредитное товарищество, действовали 6 мельниц, маслобойка, пивзавод, смолокурня. Работали школа I ступени, школа II ступени, народное училище.
В 1930-м году в Ягодном появились колхоз «Заветы Ильича», рыбколхоз «Сталинская гвардия», а в волости также колхозы имени Дзержинского, «13 лет РККА», совхоз имени Луначарского. С 1936 года колхоз «Заветы Ильича» обслуживался Русско-Борковской МТС. Коллективизация проходила с упорством с обеих сторон: был сожжён дом председателя сельсовета, при пожаре погибли его жена и сын, был убит коммунист Калашников, 136 человек были лишены избирательных прав, многие были высланы, некоторые скрылись от преследования властей. Вскоре после коллективизации разразился новый голод: Ягодное было признано особо нуждающимся селом, однако ему государство передало лишь 35 центнеров зерна, 15 центнеров фуража на 71 колхозную лошадь и 16 центнеров зерна на 300 учащихся в школах.
12 февраля 1952 года решением исполкома Райсовета депутатов трудящихся № 58 было принято решение «О переселении села Ягодное из зоны затопления Куйбышевского водохранилища» (при строительстве Куйбышевской ГЭС.) На переселение было отведено 2 месяца, с 15 мая по 15 июня 1952 года. Под перенос села было отведено 500 га.
Проект планирования села Ягодное, колхозов «13 лет РККА» и «Заветы Ильича» Ставропольского района Куйбышевской области разработан в 1951 году проектно-планировочной конторой «Куйбышевоблсельпроект» (Главсельстрой при совете минстроя РСФСР). Руководитель Толкушев. Проект Утвержден решением № 620 исполкома Ставропольского районного совета депутатов трудящихся от 17 октября 1951 года. Председатель М. Бурматнов
Так же проект планировки был утвержден общим собранием граждан села Ягодное 27 января 1952 года. На собрании присутствовало 160 человек. расчетная численность населения села Ягодное составляла 2500 человек.
По данным инвентаризации 1951 года переносу подлежало 593 жилых дома, а так же культурно-бытовые здания: правление колхоза, клуб, магазин и школа.
Тогда же в порядке укрупнения к колхозу «Заветы Ильича» были присоединены колхозы Ягодинского сельсовета имени Дзержинского и имени Калинина. В 1954 году в колхозе было 296 домов, 438 члена колхоза, в год производилось 267 тысяч центнеров бобовых и зерновых.
В марте 1959 года на базе Ягодинского госплодпитомника был создан Ягодинский плодопитомнический совхоз. В 1962 году из ведения Куйбышевского треста плодопитомнических совхозов совхоз перешёл в подчинение Куйбышевской опытной станции по садоводству. Его площадь составляла 505 га, в том числе 200 га под посевами.
В 1967 году в селе был построен Дом культуры.
В 1972 году председателем колхоза «Заветы Ильича» стал Николай Фёдорович Судаков, возглавлявший колхоз 30 лет. При нём были построены 150 квартира для колхозника, проведена газификация села, заасфальтированы улицы и подъездные дороги, построены новая школа и детский сад. Внедрялись передовые технологии обработки земли. Колхоз неоднократно награждался памятными знаками, переходящим знаменем, дипломами центральных органов государства, областных и районных властей.

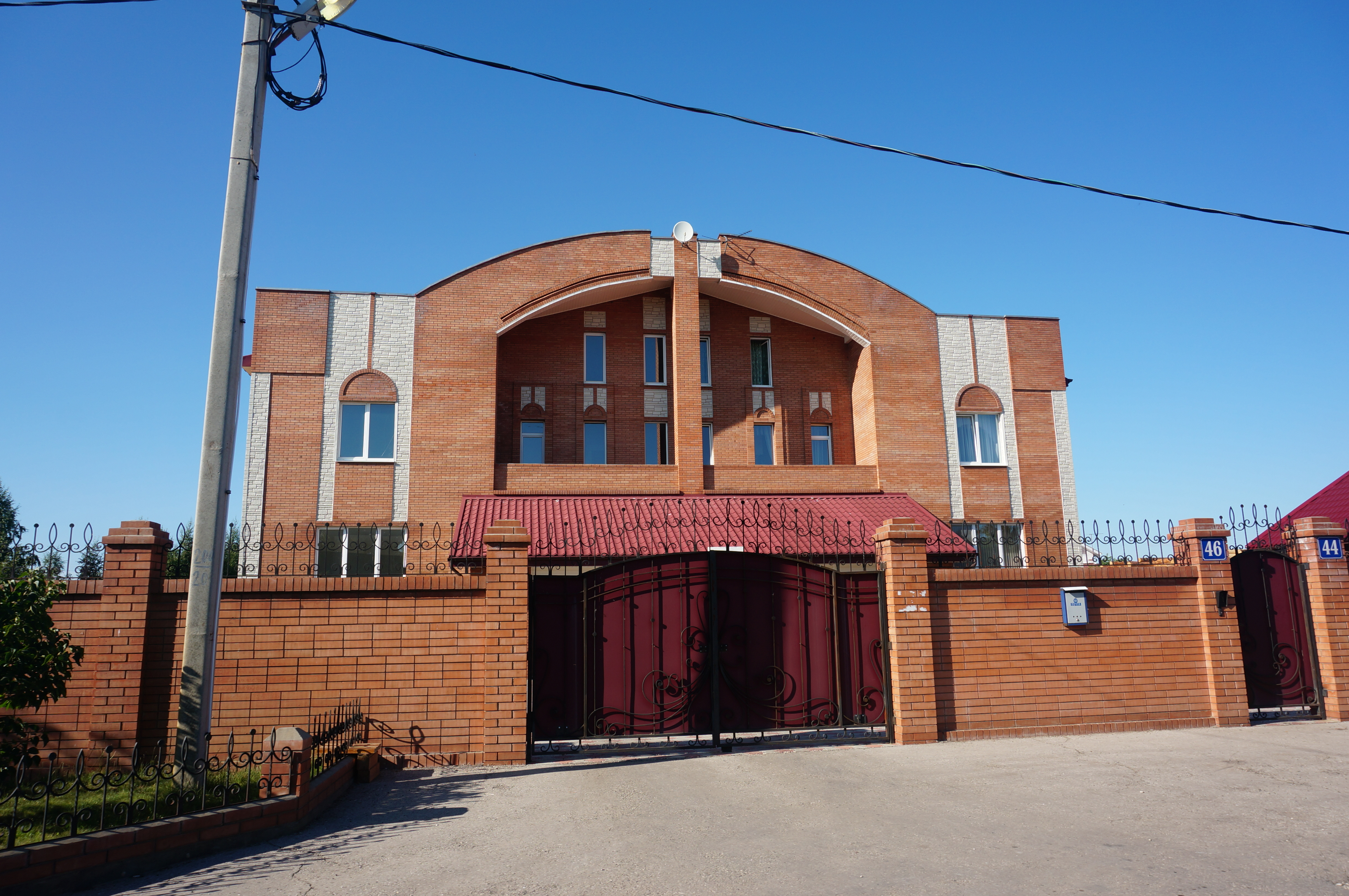

## Базы отдыха
На территории села в ягодинском лесничестве, расположены детские оздоровительные (пионерские) лагеря: «Берёзка», «Спартак», «Электроник», среди них, самый большой бывший всесоюзный пионерский лагерь → ныне санаторий «Алые паруса», на территории которого расположена «Тольяттинская академия управления».
Также на территории расположены базы отдыха «Поршень» и «Дубки».

## Население
| Год  | Численность | Численность |
| ---- | ----------- | ----------- |
| 1859 | 2534        | [ 3 ]       |
| 1889 | 3891        | [ 4 ]       |
| 1897 | 4966        | [ 5 ]       |
| 1910 | 6349        | [ 6 ]       |
| 1915 | 5308        |             |
| 2007 | 2630        |             |
| 2010 | 3993        | [ 7 ]       |
| 2012 | 4397        | [ 8 ]       |
| 2013 | 4745        | [ 9 ]       |
| 2014 | 5088        | [ 10 ]      |
| 2015 | 5828        | [ 11 ]      |
| 2016 | 6664        | [ 12 ]      |
| 2017 | 7603        | [ 13 ]      |
| 2018 | 8332        | [ 14 ]      |
| 2019 | 9120        | [ 15 ]      |
| 2020 | 9910        | [ 16 ]      |
| 2021 | 11 801      | [ 1 ]       |

## Связь
В селе Ягодное с 2014 года компанией Metromax развернута обширная сеть широкополосного доступа в сеть Интернет. В настоящее время подключение абонентов происходит по технологии PON. Также посредством современных оптических сетей происходят подключения частных и многоквартирных домов села к IP Телевидению.

## Местное самоуправление
Согласно уставу сельского поселения Ягодное — В селе действует «собрание представителей» в количестве 10 депутатов избираемых на муниципальных выборах, всенародным голосованием, сроком на 5 (пять) лет. Глава поселения избирается депутатами. Президент школ - Анастасия Рогачева

## Русская православная церковь
- Церковь в честь Воскресения Словущего (в центре села)
- Церковь во имя Всех святых (на кладбище)
- Церковь во имя Николая Чудотворца (ВАЗовский массив)
- Церковь в честь святых Петра и Февронии Муромских (ВАЗовский массив)
- Пятый храм находится в стадии строительства